# منظمة مخاوف تربوية حول الجوع
منظمة مخاوف تربوية حول الجوع هي منظمة زراعية بيئية لا تهدف إلي الربح والتي مهمتها هي دعم صغار المزارعين من خلال نشر المعلومات والغلال. قامت المنظمة بفتح بنك ليقوم بالحفظ والتوزيع. وتوفر ايضًا دورات تدريبية وورش عمل في العديد من المواضيع والتي تشمل الزراعة الاستوائية.

## المركز الرئيسي للمؤسسة والمزرعة الشاملة
يقع المركز الرئيسي للمؤسسة في الحصن الشمالي لمايرز بفلوريدا. ويضم حرمها –مركز الأبحاث والزراعة الشاملة- مزرعه للشرح والأبحاث، مكتبة تشتمل على مرجع للاطلاع مع موارد متعددة عن محاصيل وتقنيات زراعية نادرة، بنك للحبوب، مشتل للفواكه الاستوائية مع تشكيلة كبيرة ومتنوعة من البامبو، كما وتحتوي على محل تجاري لبيع الكتب. تحتوي المزرعة الشاملة ايضًا على مركز تكنولوجي ملائم يطور أدوات ومعدات لصغار المزارعين. وهنالك أجزاء متعددة من المزرعة تشرح الزراعة في الظروف المختلفة وتضم الأراضي المرتفعة، الأراضي المنخفضة والأراضي شبه القاحلة وهناك ايضًا عرض لتقنيات الزراعة المدنية التي تُنجز حول العالم.

## مركز التأثير الثقافي
تدير المنظمة أربعة مراكز للتأثير الأقليمي لجلب الموارد الزراعية لصغار المزارعين في المنطقة المحيطة بتشينج ماي، تايلاند، أروشا، تنزانيا  و واغادوغو عاصمة بوركينا فاسو. وايضًا تُدير مشروع بحث على المدى البعيد في علم التربة بالقرب من موديمولي في جنوب افريقيا.

## توزيع الحبوب
تحتفظ المنظمة بمجموعة من الأشجار الاستوائية المفيدة وبعض النباتات الأخرى وتوفر الحبوب والقصاصات مجانًا لمن يطلبها من الجماعات والمزارعين، مع النية بأن الحبوب التي سيتم حصادها من المحاصيل الناتجة تُوزع على المجتمعات. فعلى سبيل المثال تقوم المنظمة بنشر الحبوب والمعلومات المتعلقة بنبات البان الزيتوني في مناطق المدار الاستوائي وهو نبتة مفيدة للجسم من حيث تزويده بـفيتامينات ومعادن أساسية للجسم البشري .